# ماتفي كازاكوف
ماتفي فيودوروفيتش كازاكوف (بالروسية: Матвей Фёдорович Казаков)‏، (مواليد 1738 - 7 نوفمبر 1812) هو معماري كلاسيكي روسي. يعتبر كازاكوف واحد من أكثر المهندسين المعماريين تأثيرا في موسكو خلال عهد كاترين الثانية، استكمل العديد من المساكن الخاصة، واثنين من القصور الملكية، واثنين من المستشفيات، وجامعة موسكو، ومجلس شيوخ الكرملين. معظم أعماله دمرت بسبب حريق عام 1812؛ أعيد بناؤها في وقت لاحق بدرجات مختلفة.

## النشأة
ولد كازاكوف في موسكو. كان والده كاتب حكومي حصل على حريته من خلال خدمته في البحرية. عندما كان كازاكوف في الثانية عشرة من العمر، التحق بالمدرسة المعمارية ديمتري أوختومسكي، عمل ودرس حتى عام 1760. بعدما شبت نيران مدمرة في تفير عام 1761 تم تعيين كازاكوف لإعادة بناء تفير كمهندس مبتدئ تحت منظمة العلاقات العامة نيكيتين وخصص سبعة سنوات لهذا المشروع.

## قائمة المباني البارزة له في موسكو
- 1773 - منزل غوليتسين، شارع تفرسكايا، دمر عام 1812
- 1773 - منزل بروزوروفسكي، شارع بولشايا بوليانكا
- 1776 - منزل غوليتسين، شارع بولشايا لوبيانكا، دمر عام 1928
- 1777 - كنيسة متروبوليتان فيليب، شارع جيلياروفسكوغو
- 1780 - غاغارين هاوس، أرميانسكي لين
- 1780 - منزل بروزوروفسكي، شارع تفرسكايا، عقد 1930
- 1782 - منزل روميانتسيف، شارع ماروسيكا
- 1775-1782 - قصر بتروفسكي
- 1785 - منزل كالينين وبيتروف، شارع إلينكا
- 1785 - منزل خرياشيف، شارع إلينكا، دمر عقد 1930
- 1785 - منزل كيرياكوف، شارع بيتروفكا
- 1779 - 1788 مجلس شيوخ الكرملين
- 1788 - كنيسة القيامة
- عقد 1790 - جامعة موسكو، شارع موخوفايا. دمرته النار سنة 1812، أعيد بناؤها عام 1819 بواسطة دومينيكو جيلياردي
- عقد 1790 - خلبنيكوف هاوس، شارع نوفايا باسمانايا
- عقد 1790 - منزل باريشنيكوف، شارع مياسنيتسكايا
- 1791 - منزل دميدوف، غوروخوفسكي لين
- 1791 - منزل يرمولوف، شارع تفرسكايا، هدم سنة 1936
- 1792 - منزل كوزيتسكايا، شارع بيتروفكا، أعيد بناؤها في عام 1901 كمتجر طعام
- 1792 - منزل غوبين، شارع تفرسكايا
- 1786-1796 - قصر وحديقة تساريتسينو
- 1797 - منزل موسين-بوشكين، شارع تفرسكايا، دمر سنة 1886
- 1796-1801 - مستشفى غوليتسين، شارع كالوزكايا
- 1801 - كنيسة القديس يوحنا المعمدان، دمرت
- 1791-1803 - كنيسة سانت كوزما وداميان، شارع ماروسيكا
- 1802-1811 - مستشفى بافلوفسكايا، شارع بافلوفسكايا